# Kohat (Distrikt)
Der Distrikt Kohat ist ein Verwaltungsdistrikt in Pakistan in der Provinz Khyber Pakhtunkhwa. Sitz der Distriktverwaltung ist die gleichnamige Stadt Kohat.
Der Distrikt hat eine Fläche von 2545 km² und nach der Volkszählung von 2017 993.874 Einwohner. Die Bevölkerungsdichte beträgt 391 Einwohner/km².

## Geografie
Der Distrikt befindet sich im Osten der Provinz Khyber Pakhtunkhwa, die sich im Norden von Pakistan befindet.

## Demografie
Zwischen 1998 und 2017 wuchs die Bevölkerung um jährlich 3,03 %. Von der Bevölkerung leben ca. 27 % in städtischen Regionen und ca. 73 % in ländlichen Regionen. Das Geschlechterverhältnis liegt bei 99,7 Männer pro 100 Frauen und ergibt damit einen für Pakistan seltenen Frauenüberschuss. Im Distrikt werden vorwiegend die Sprachen Pashto und Hindko gesprochen.
Die Alphabetisierungsrate in den Jahren 2014/15 bei der Bevölkerung über 10 Jahren liegt bei 52 % (Frauen: 33 %, Männer: 74 %) und damit leicht unter dem Durchschnitt der Provinz Khyber Pakhtunkhwa von 53 %.
| Jahr | Einwohnerzahl |
| ---- | ------------- |
| 1972 | 264.465       |
| 1981 | 326.617       |
| 1998 | 562.644       |
| 2017 | 993.874       |